# Espolla
Espolla (français : Espouilles) est une commune d'Espagne dans la communauté autonome de Catalogne, province de Gérone, de la comarque d'Alt Empordà.

## Géographie

### Localisation
Espolla est une commune située aux pieds du massif des Albères et frontalière avec la France, avec les communes roussillonaises de Sorède, Argelès-sur-Mer et Banyuls-sur-Mer. 

### Communes limitrophes
| La Jonquera           | Sorède (France) Argelès-sur-Mer (France) | Banyuls-sur-Mer (France) |
|                       | Espolla                                  |                          |
| Sant Climent Sescebes | Mollet de Peralada                       | Rabós                    |

## Toponymie
Les premières mentions du nom citent l'église Sancti Jacobi de Spodilia en 844 et Spedolia en 882.
L'étymologie est la même que pour le col d'Espils et le hameau des Abeilles situé sur l'autre versant. Le nom d'Espils lui-même vient sans doute de specula, du nom latin pour une tour de guet, turris speculatoria.

## Histoire
En 1676, durant la guerre de Hollande, l'armée de Roussillon du maréchal de Navailles fit une incursion en Catalogne en entrant dans l'Empordan et en prenant Figueres. Mais trop faible pour prendre l'offensive, elle quitte l'Empordà et repasse en Roussillon où elle est poursuivie par les troupes espagnoles.
Combat d'Espouilles (1677),
Le 4 juillet 1677, suivie en désordre par les troupes du comte de Monterrey (es), les troupes françaises font volte face et défont les Espagnols qui perdirent 6 000 hommes, et 4 de leurs régiments furent anéantis.
Du 26 octobre 1793 au 30 octobre 1793, pendant la guerre du Roussillon, a eu lieu le combat d'Espolla

## Population et société

### Enseignement
Espolla possède une école maternelle et primaire.
Le collège se situe à Figueres.

## Économie
C'est une commune agricole, avec vignerons et oliviers, elle compte avec une cave coopérative à vin et à huile.

## Monuments et lieux touristiques
Espolla possède plusieurs monuments mégalithiques et églises romanes. Il y a un ancien château transformé en résidence au milieu du village.